# Solferino (Itàlia)
Solferino és un petit poble de la província de Màntua, Llombardia, al nord d'Itàlia, a uns 10 kilòmetres al sud del Llac de Garda. És conegut principalment per la batalla de Solferino, que va tenir lloc el 24 de juny de 1859, que va formar part de la Segona Guerra Italiana per la Independència i que va acabar amb la captura de la Rocca, fortalesa que fins llavors estava en poder dels austríacs, per part de la coalició franco-piemontesa. Té una població de 2.590 habitants, aproximadament. Del 23 al 28 de juny del 2009, amb motiu del 150è Aniversari de la batalla, es van dur a terme diversos actes en el context de les celebracions Solferino 2009, a càrrec de milers de voluntaris de la Creu i la Mitja Lluna Roja Internacional.

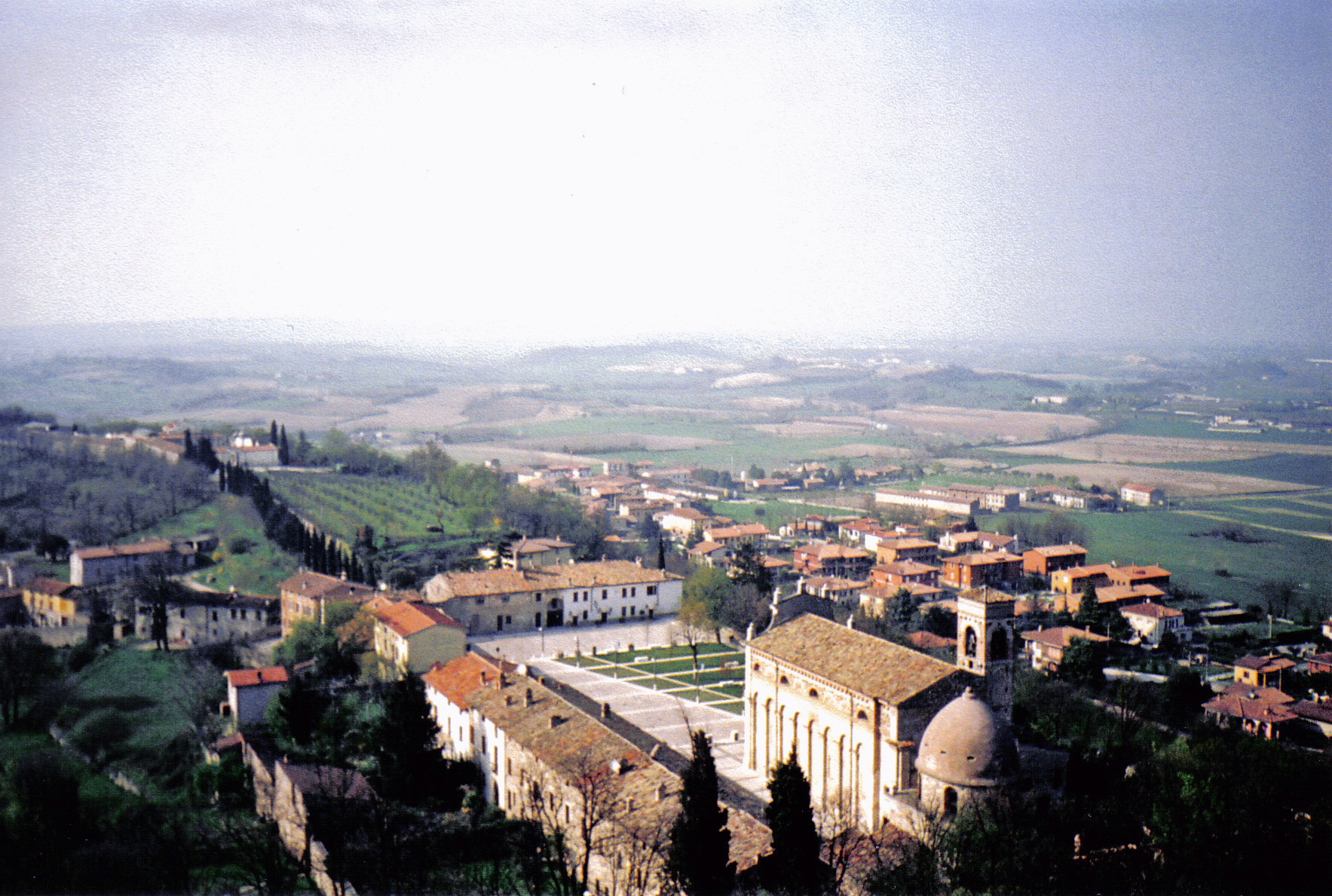
Solferino.

Destaquen la Rocca, anomenada l'espia d'Itàlia, de 23 metres d'alçada, una torre construïda el 1022. Conté les relíquies de la batalla de Solferino. La societat Solferino e San Martino, nascuda el 1870, és l'encarregada de la seva protecció i conservació. El Memorial de la Creu Roja, construït el 1959, en memòria del fundador de la Creu Roja Jean Henri Dunant. La Piazza Castello, on es va erigir el Castello di Orazio Gonzaga.